# Thom Bezembinder
Thomas (Thom) Gijsbert Geert Bezembinder (Ginneken en Bavel, 29 maart 1931 — Arnhem, 28 juni 2012) was een Nederlands hoogleraar en psycholoog.

## Biografie
Bezembinder promoveerde in 1961 te Nijmegen op Een experimentele methode om de juistheid van interpersonale perceptie zuiver te bepalen.  In 1966 aanvaardde hij het ambt van lector aan de latere Radboud Universiteit Nijmegen waar hij daarna hoogleraar Mathematische psychologie werd. Hij was mede-oprichter van het Nijmeegse KNAW-onderzoeksinstituut Nijmegen institute of cognition and information (nu: Donders Centre for Cognition). Hij was aan de universiteit tevens lid van het Faculteitsbestuur Sociale wetenschappen en van 1980 tot 1984 lid van het College van Bestuur. In 1996 ging hij met emeritaat.